# 布施津三
布施 津三（ふせ しんぞう、1912年6月20日 - 2004年12月8日）は、日本の経営者。北越製紙社長、会長を務めた。

## 経歴
新潟県出身。1933年に長岡高等工業学校機械工学科を卒業し、同年に北越製紙に入社。1963年12月に取締役に就任し、1971年12月に常務、1973年12月に専務を経て、1977年7月に社長に就任。1983年7月に会長に就任し、1984年5月には越智泰二郎社長の体調不良により、再び社長に就任。1987年7月に会長を経て、1989年6月には相談役に退いた。
1941年9月に勲五等瑞宝章を受章し、1975年10月に藍綬褒章を受章し、1982年11月に勲三等瑞宝章を受章。
2004年12月8日急性呼吸不全のために死去。92歳没。